# 達拉特南鰍
達拉特南鰍（學名：Schistura dalatensis）為輻鰭魚綱鯉形目條鰍科南鰍屬的其中一種。分布於亞洲越南Dong Nai河流域，本魚沿著側線具有不規則的黑色斑塊，在身體後部形成深色的橫帶，身體的前背部份具不規則斑點與鞍狀斑有大理石花紋，背鰭軟條13枚，臀鰭軟條9枚，體長可達8.7公分，棲息在河川底中層水域，生活習性不明。

## 扩展阅读
維基物種上的相關：達拉特南鰍